# Јеленска Ребер
Јеленска Ребер (словен. Jelenska Reber) је насељено место у општини Литија, Засавска регија, Словенија.

## Историја
До територијалне реорганизације у Словенији била је у саставу старе општине Литија. Као самостално насеље Јеленска Ребер постоји од 1995. године. Настала је издвајањем дела из насеља Доле при Литији.

## Становништво
У попису становништва из 2011. године, Јеленска Ребер је имала 32 становника.
| Број становника према пописима | Број становника према пописима |
| ------------------------------ | ------------------------------ |
| 2002                           | 2011                           |
| 21                             | 32                             |

Напомена: Године 1995. настала издвајањем дела из насеља Доле при Литији.